# Myrianthus arboreus

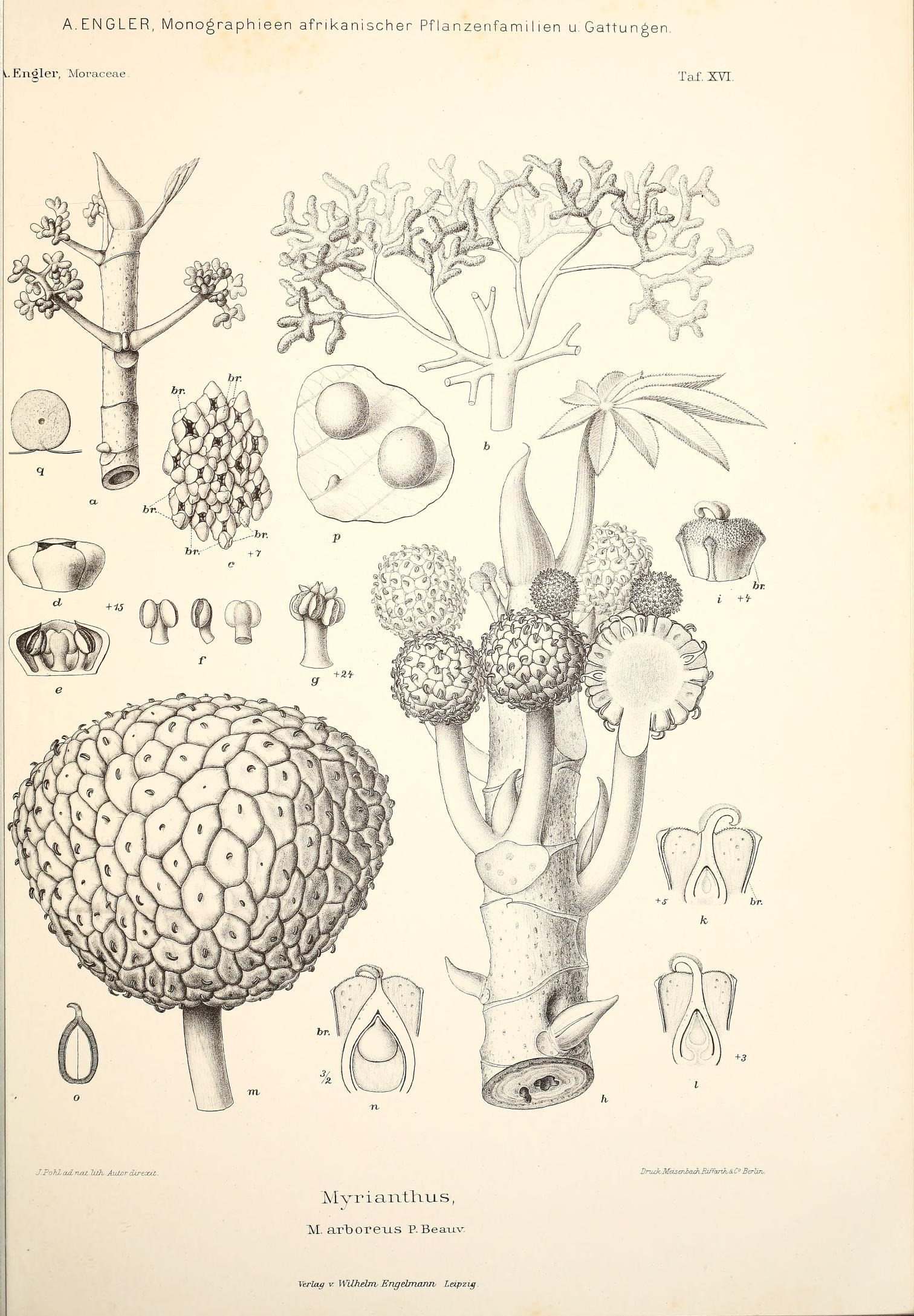
Illustration

Myrianthus arboreus ist ein Baum in der Familie der Brennnesselgewächse aus Zentral- und Westafrika bis nach Uganda, Tansania und in den Sudan und nach Äthiopien.
Ähnlich ist Myrianthus holstii.

## Beschreibung
Myrianthus arboreus wächst als immergrüner Baum meist bis etwa 10–20 Meter hoch, selten auch noch höher. Der Stammdurchmesser kann bis zu 1 Meter betragen. Oft sind Luft- und Stelzwurzeln ausgebildet. Die Borke ist relativ glatt und gräulich.
Die Laubblätter sind schraubig angeordnet und handförmig zusammengesetzt mit 5–7 Blättchen. Einzelne Blättchen sind manchmal nur schnittig bzw. mit einem anderen an der Basis verwachsen. Der rippige, an der Basis verbreiterte Blattstiel ist mit 20–50 Zentimeter sehr lang. Die sehr langen, sitzenden bis kurz gestielten Blättchen sind bis 35–65 Zentimeter lang, sie sind verkehrt-eiförmig, -eilanzettlich bis lanzettlich. Die mittleren Blättchen sind am größten und die äußeren abnehmend kürzer. Sie sind am Rand gesägt bis grob gezähnt und an der Spitze spitz bis zugespitzt. Auf der fahlgrünen Unterseite sind sie auf der vieladerigen, erhabenen und gefiederten Netznervatur kurz weißlich bis braun oder gräulich und feinborstig behaart und dazwischen weißlich-spinnwebig, oberseits sind sie nur schwach behaart. Die stängelumfassenden, behaarten Nebenblätter sind abfallend.
Myrianthus arboreus ist zweihäusig diözisch mit achselständigen Blütenständen. Die sehr kleinen männlichen Blüten stehen in sehr dichten, länglichen, den Blütenstandsachsen eng, polsterförmig anliegenden Zymen (Glomerule) an den äußeren Zweigen und Ästen, in mehrfach verzweigten und -ästelten und lang gestielten Blütenständen. Die weiblichen Blütenstände sind dickgestielte, vielblütige und 3–3,5 Zentimeter große Köpfchen mit früh abfallenden Trag- und Deckblättern unter den Köpfchen. Die Blüten sind sitzend, die anfänglich grünen dann gelben weiblichen Blüten besitzen ein zwei- bis dreiteiliges, im oberen Teil feinwärzliches und -haariges Perianth und sind mit spatelförmigen Deckblättern umgeben und einen oberständigen, einkammerigen Fruchtknoten mit zungenförmiger Narbe an einem kurzen Griffel. Die gelben bis gelb-braunen männlichen Blüten besitzen drei bis vier Tepale und (zwei) drei bis vier, kurze, manchmal verwachsene Staubblätter, sie sind mit Deckblättern umgeben.
Es werden kleine, einsamige und steinfruchtartige, etwa 2 Zentimeter lange Früchte gebildet die in einem etwa kugeligen und 8–15 Zentimeter großen Fruchtverband zusammenstehen und jeweils von dem fleischigen, gelben bis orangen, vier- bis sechskantigen Perianth eingehüllt sind (Scheinfrucht). Die abgeflachten und eiförmigen, holzigen und teils feinrippigen, etwa 1,3–1,7 Zentimeter langen Kerne (Endokarp) sind glatt und orange-beige.
Die Chromosomenzahl beträgt 2n = 28.

## Taxonomie
Die Erstbeschreibung erfolgte 1805 durch Ambroise Marie François Joseph Palisot de Beauvois in Flore d'Oware et de Benin en Afrique 1: 17.

## Verwendung
Die Früchte sind essbar und sind säuerlich und schmecken nach Ananas. Auch die junge Blätter werden gekocht verwendet. Die Samen sind ebenfalls essbar und werden gekocht.